# TV 2 (Danemark)
Pour l’article homonyme, voir TV 2 Danmark.
TV 2 est une chaîne de télévision généraliste nationale semi-publique danoise. Elle commença à émettre le 1er octobre 1988, mettant ainsi fin au monopole de Danmarks Radio. La chaîne de télévision est à vocation régionale puisque possédant plusieurs antennes régionales.

## Histoire
Le Danemark souhaitant établir une seconde chaîne de télévision, le parlement danois fit voter le 30 mai 1986 la création de TV 2. 
Néanmoins, la chaîne fut à l'état de test, et les émissions ne débutèrent officiellement que le 1er octobre 1988 à 17h.

## Programmes
Voici quelques exemples de programmes diffusés sur TV 2 :
- Go'morgen Danmark : talk show diffusé chaque matin.
- Nyhederne : bulletin d'informations national.
- Go'aften live : émission d'actualités diffusé le soir.

La chaîne diffuse également des séries (dans l'après-midi) et des films.

## Antennes régionales
| Antenne régionale                       | Zone desservie                           |
| --------------------------------------- | ---------------------------------------- |
| TV Syd                                  | Sud du Jutland et sud du Schleswig       |
| TV 2 Fyn                                | Fionie                                   |
| TV 2 Øst                                | Est du Sjaelland                         |
| TV 2 Nord                               | Nord du Jutland, Groenland et Îles Féroé |
| TV 2 Kosmopol (anciennement TV 2 Lorry) | Nord du Sjaelland et Copenhague          |
| TV Midt-Vest                            | Centre et ouest du Jutland               |
| TV 2 Østjylland                         | Est du Jutland                           |
| TV 2/Bornholm                           | Île de Bornholm                          |

## Identité visuelle (logo)

Logo de TV 2 du 5 octobre 2013 au 27 mars 2023.
Logo de TV 2 depuis le 27 mars 2023.